# Нельсон, Байрон
Джон Байрон Нельсон-младший (англ. John Byron Nelson Jr., 4 февраля 1912 — 26 сентября 2006) — американский профессиональный игрок в гольф.

## Биография
Байрон Нельсон родился в Форт-Уэре, штат Техас. При рождении он получил имя Джон Байрон Нельсон-младший. В 1926 году он стал кедди, помощником игрока, подающим мячи и клюшки, что позволило ему набираться опыта, наблюдая за игрой. В 1932 году профессионально занялся игрой. В 1937 году Нельсон выиграл первый в своей карьере профессиональный турнир, а в 1939 году впервые победил на открытом чемпионате США. В 1940 и в 1945 годах становится чемпионом ПАГ. В 1945 году выиграл подряд 11 соревнований. С 1946 года перестал выступать. За свою спортивную карьеру одержал 52 победы в турах PGA Tour.